# ペレーダ
ペレーダ（Pelada）は、株式会社モルテンが販売するサッカーボールである。国際サッカー連盟公認球。

## 概要
黒色の五角形の革12枚と白色の六角形の革20枚で構成された切頂二十面体で、表面素材は人工皮革である。1991年に販売が開始され、現在のモデルは3代目となる。
1961年、モルテンが日本初の白黒の切頂二十面体ボールを発売した。それまでのボールは12枚または18枚パネルの茶色のボールが主流であり、土のグラウンドの多い日本では視認性が悪いという問題を改善する画期的なものだった。同年モルテンは意匠権登録を行っていたが、1973年に権利を一般開放した。1991年、ペレーダのブランド名で新モデルを発売。それまで主流だったパネルを貼り合わせたものではなく、より高品質な手縫い製となった。ラインナップの上位モデルはタイ製、その他はベトナム、中国製である。
2010年現在、国民体育大会、全国高等学校総合体育大会、全国中学校体育大会、全国高等専門学校体育大会で公式球として採用されていた。